# Paul Perdrizet
Pour les articles homonymes, voir Perdrizet.
Émile Frédéric Paul Perdrizet (Montbéliard, 22 juillet 1870 - Nancy, 4 juin 1938) est un archéologue, helléniste et médiéviste français.

## Biographie
Reçu premier à l'École normale supérieure en 1890 où il a, entre autres, pour professeur Gaston Boissier et Maxime Collignon, il obtient l'agrégation de lettres en 1893, puis il est reçu avec Pierre Jouguet à l'École française d'Athènes en octobre de la même année.
De 1894 à 1899 et, en 1901, il fouille à Delphes où il expose l'importance de la préhistoire sur le site. Parcourant la Macédoine, la Turquie, l'Asie Mineure, Chypre, la Syrie et la Petite Arménie, il est envoyé à Chypre en 1896 reprendre le projet, confié d'abord à Charles Fossey, d'une fouille à Larnaca.
En octobre 1899, il revient en France où il est nommé maître de conférences de langue et de littérature grecques à Nancy. Il y épouse Lucile, la seconde des quatre filles d'Émile Gallé et Henriette Gallé. Il fonde à la faculté des lettres de Nancy l'Institut d'archéologie classique autour d'un musée de moulages antiques qui est malheureusement détruit par un bombardement allemand le 31 octobre 1918. Après avoir soutenu des thèses d'histoire de l'art du Moyen Âge à la Sorbonne en 1908, il obtient la création l'année suivante d'une chaire d'archéologie et d'histoire de l'art, mais continue parallèlement d'enseigner la littérature grecque.
Théophile Homolle le rappelle à Athènes pour un an en 1900. Il parcourt alors la Thrace et la Macédoine et publie sur le sujet de nombreux articles dans le Bulletin de correspondance hellénique. Obtenant par ses travaux une renommée internationale, Ulrich von Wilamowitz-Moellendorff lui offre la responsabilité du volume consacré aux inscriptions de Macédoine pour le Corpus Inscriptionum Graecarum. Malheureusement, les démêlés politiques et sa santé ne lui permettent pas de mener à bien ce projet.
En 1904, Philippe Berger le charge pour le Corpus Inscriptionum Semiticarum d'une mission à Saïda visant à élucider les fausses inscriptions ramenées à tort au temple d'Eshmoun.
Parti en Égypte en 1909, il participe au Congrès du Caire et se lance dans l'étude de l'hellénisme égyptien.
Engagé volontaire, comme simple soldat, au 41e régiment d'infanterie territoriale, à Toul, lorsqu'éclate la Première Guerre mondiale, il est muté, en octobre 1915, au Bureau d'étude de la presse étrangère, où il passe le reste de la guerre à rédiger le bulletin de la presse grecque. Il est ensuite nommé, au 1er novembre 1919, à la chaire d'archéologie à Strasbourg où il rejoint son ancien élève Albert Grenier.
À la demande de l'Académie des inscriptions et belles-lettres, sur la recommandation de Théophile Homolle, il est chargé des fouilles d'Antioche en 1924 : il mène deux missions en Syrie qu'il fait découvrir successivement à  Henri Seyrig et Daniel Schlumberger. Il explore avec eux la région en aval de Karkemish et visite les sites de Tell Amar et Arslan Tash. Malgré les encouragements de René Dussaud et le soutien financier de l'Académie, il renonce à les fouiller.
De 1933 à 1936, il est conseiller de son élève Sami Gabra sur le chantier de fouilles de la nécropole d'Hermopolis Magna, en Égypte.
Correspondant de l'Académie des inscriptions et belles-lettres depuis 1923, il y est élu en 1934.

## Travaux
- Fouilles de Delphes, V, Bronzes, vases, antiquités diverses, 1905-1908
- Melnic et Rossno, Bulletin de correspondence helléniqie, XXXI, 1907, 20 – 37
- La Galerie Campana et les musées français, avec René Jean, 1907 (lire en ligne)
- L'art symbolique du Moyen Âge à propos des verrières de l'église St-Étienne à Mulhouse, 1907 ((lire en ligne)
- La Vierge de Miséricorde. Étude du thème iconographique, Paris, Albert Fontemoing éditeur, coll. « Bibliothèque des Écoles françaises d'Athènes et de Rome no 101 », 1908, 260 p. (lire en ligne)
- Les Bronzes grecs d’Égypte de la collection Fouquet, 1911
- Les Graphites grecs du Memnonion d'Abydos, avec G. Lefebvre, 1919
- Les Terres cuites de l’Égypte gréco-romaine de la collection Fouquet, 2 vols., 1921

## Distinctions
- Chevalier de la Légion d'honneur (1925)